# Пехотинецът
„Пехотинецът“ (на английски: The Marine) е американски екшън филм от 2006 г. на режисьора Джон Бонито, по сценарий на Мишел Галахър и Алън Б. МакЕлрой. Във филма участва професионалния кечист Джон Сина в неговия дебют в киното. Изпълнителен продуцент е Винс МакМейхън чрез филмовото производствено разпределение WWE наречено WWE Studios, и е разпространен в Съединените щати от „Туентиът Сенчъри Фокс“.
Премиерата на филма се състои на 13 октомври 2006 г. с негативни отзиви и печели 22 млн. щ.д. срещу производствен бюджет от 15 млн. долара. Това е първият филм на филмовата поредица „Пехотинецът“, и е последван от пет продължения, които са издадени директно на видео.

## Продължения
Филмът е последван от пет продължения, които са издадени директно на видео:
- „Пехотинецът 2“, издаден на 29 декември 2009 г.
- „Пехотинецът 3“, издаден на 5 март 2013 г.
- „Пехотинец 4: Движеща се машина“, издаден на 21 април 2015 г.
- The Marine 5: Battleground, издаден на 25 април 2017 г.
- The Marine 6: Close Quarters, издаден на 13 ноември 2018 г.